# 15e étape du Tour d'Espagne 2008

La quinzième étape du Tour d'Espagne 2008 s'est déroulée le lundi 15 septembre 2008 entre Cudillero et Ponferrada. Elle a été remportée par l'Espagnol David García Dapena (Xacobeo Galicia), arrivé avec plus de 14 minutes d'avance sur le peloton après avoir distancé ses 15 compagnons d'échappée.

## Récit
David García Dapena (Xacobeo Galicia) a gagné le plus grand succès de sa carrière à Ponferrada. En faisant partie d'une échappée de 17 coureurs partie après 50 bornes, la vraie sélection a eu lieu dans la côte de Lombillo qui a surplombé la ville d'arrivée. Nuyens pensait être le plus fort avant d'être repris par un groupe de chasse à moins de 4 kilomètres de l'arrivée. L'Espagnol est ensuite sorti seul pour l'emporter avec 17 secondes sur Nuyens et Garate. En chutant à 50 kilomètres, Alberto Contador s'était fait une petite frayeur mais il n'a pas eu de difficulté à suivre l'allure dans la dernière côte.

## Classement de l'étape
| \| 1. David García Dapena \| Xacobeo Galicia \| en \| 5 h 02 min 27 s \| \| 2. Nick Nuyens \| Cofidis \| + \| 17 s \| \| 3. Juan Manuel Gárate \| Quick Step \| \| m.t. \| \| 4. Paolo Tiralongo \| Lampre \| + \| 33 s \| \| 5. Mikel Astarloza \| Euskaltel-Euskadi \| + \| 36 s \| \| 6. David Arroyo \| Caisse d'Épargne \| + \| 39 s \| \| 7. Matti Breschel \| CSC-Saxo Bank \| + \| 1 min 38 s \| \| 8. Xabier Zandio \| Caisse d'Épargne \| \| m.t. \| \| 9. Philippe Gilbert \| La Française des jeux \| + \| 1 min 39 s \| \| 10. Sébastien Minard \| Cofidis \| + \| 2 min 38 s \| |                       |    |                 |
| 1. David García Dapena | Xacobeo Galicia       | en | 5 h 02 min 27 s |
| 2. Nick Nuyens | Cofidis               | +  | 17 s            |
| 3. Juan Manuel Gárate | Quick Step            |    | m.t.            |
| 4. Paolo Tiralongo | Lampre                | +  | 33 s            |
| 5. Mikel Astarloza | Euskaltel-Euskadi     | +  | 36 s            |
| 6. David Arroyo | Caisse d'Épargne      | +  | 39 s            |
| 7. Matti Breschel | CSC-Saxo Bank         | +  | 1 min 38 s      |
| 8. Xabier Zandio | Caisse d'Épargne      |    | m.t.            |
| 9. Philippe Gilbert | La Française des jeux | +  | 1 min 39 s      |
| 10. Sébastien Minard | Cofidis               | +  | 2 min 38 s      |

## Classement général
| \| 1. Alberto Contador \| Astana \| en \| 61 h 13 min 48 s \| \| 2. Levi Leipheimer \| Astana \| + \| 1 min 17 s \| \| 3. Carlos Sastre \| CSC-Saxo Bank \| + \| 3 min 41 s \| \| 4. Ezequiel Mosquera \| Xacobeo Galicia \| + \| 4 min 35 s \| \| 5. Robert Gesink \| Rabobank \| + \| 5 min 49 s \| \| 6. Alejandro Valverde \| Caisse d'Épargne \| + \| 6 min 00 s \| \| 7. Joaquim Rodríguez \| Caisse d'Épargne \| + \| 6 min 11 s \| \| 8. Egoi Martínez \| Euskaltel-Euskadi \| + \| 8 min 56 s \| \| 9. David Moncoutié \| Cofidis \| + \| 9 min 32 s \| \| 10. Oliver Zaugg \| Gerolsteiner \| + \| 10 min 01 s \| |                   |    |                  |
| 1. Alberto Contador | Astana            | en | 61 h 13 min 48 s |
| 2. Levi Leipheimer | Astana            | +  | 1 min 17 s       |
| 3. Carlos Sastre | CSC-Saxo Bank     | +  | 3 min 41 s       |
| 4. Ezequiel Mosquera | Xacobeo Galicia   | +  | 4 min 35 s       |
| 5. Robert Gesink | Rabobank          | +  | 5 min 49 s       |
| 6. Alejandro Valverde | Caisse d'Épargne  | +  | 6 min 00 s       |
| 7. Joaquim Rodríguez | Caisse d'Épargne  | +  | 6 min 11 s       |
| 8. Egoi Martínez | Euskaltel-Euskadi | +  | 8 min 56 s       |
| 9. David Moncoutié | Cofidis           | +  | 9 min 32 s       |
| 10. Oliver Zaugg | Gerolsteiner      | +  | 10 min 01 s      |